# Pardosa nebulosa
Pardosa nebulosa là một loài nhện trong họ wolfspinnen Lycosidae. Chúng phân bố ở miền Cổ bắc.